# Pierre Charland
Pierre Charland OFM (ur. 20 grudnia 1964 w North Bay) – kanadyjski duchowny rzymskokatolicki, franciszkanin, w latach 2018–2025 prowincjał prowincji Ducha Świętego Zakonu Braci Mniejszych, biskup Baie-Comeau od 2025.

## Życiorys
Uzyskał bakalaureat z nauk społecznych, ze specjalnością z psychologii na Uniwersytecie w Ottawie. 12 maja 1996 złożył śluby wieczyste w Zakonie Braci Mniejszych. Studia w zakresie teologii ukończył na Uniwersytecie Montrealskim. Święcenia kapłańskie przyjął 22 czerwca 2012. W 2018 został wybrany prowincjałem kanadyjskiej prowincji zakonu franciszkańskiego.
18 lutego 2025 papież Franciszek mianował go biskupem diecezji Baie-Comeau. Sakry udzielił mu 28 maja 2025 arcybiskup metropolita Rimouski – Denis Grondin.